# Province de Belisario Boeto
La province de Belisario Boeto est une des 10 provinces du département de Chuquisaca, en Bolivie. Son chef-lieu est Villa Serrano.